# Carcinoma urotelial
Carcinoma de células transicionais ou carcinoma urotelial é um tipo de cancro que geralmente tem origem no sistema urinário. É o tipo mais comum de cancro da bexiga, da uretra e do úraco. É o segundo tipo mais comum de cancro do rim, embora corresponda a apenas 5–10% de todos os tumores malignos primários do rim. Os carcinomas de células transicionais têm origem no epitélio de transição, uma camada de tecido que reveste a superfície interior destes órgãos.